# Glossina fuscipleuralis
Glossina fuscipleuralis är en tvåvingeart som beskrevs av Austen 1911. Glossina fuscipleuralis ingår i släktet tsetseflugor, och familjen Glossinidae. Inga underarter finns listade i Catalogue of Life.